# Déu meu, però què ens has fet?
Déu meu, però què ens has fet? (originalment en francès, Qu'est-ce qu'on a tous fait au Bon Dieu?) és una pel·lícula de comèdia francesa de Philippe de Chauveron. És la tercera entrega de la sèrie de pel·lícules començada amb Déu meu, però què t'hem fet? (2014) i Déu meu, però què t’hem fet… ara? (2019). S'ha doblat i subtitulat al català.
Es va estrenar el 18 d'agost de 2022 als cinemes d'Espanya.

## Sinopsi
Claude i Marie Verneuil celebraran d'aquí no gaire 40 anys casats. Per l'ocasió, les seves quatre filles (Isabelle, Odile, Ségolène i Laure) decideixen organitzar una gran festa sorpresa a la casa familiar de Chinon. Cadascuna també decideix convidar els pares dels seus respectius marits (Rachid Benassem, David Benichou, Chao Ling i Charles Koffi).

## Repartiment
| Personatge                                     | Repartiment original | Doblatge en català   |
| ---------------------------------------------- | -------------------- | -------------------- |
| Claude Verneuil                                | Christian Clavier    | Toni Sevilla         |
| Marie Verneuil                                 | Chantal Lauby        | Alicia Laorden       |
| David Benichou                                 | Ary Abittan          | Eduard Doncos        |
| Odile Verneuil-Benichou                        | Alice David          | Marta Ullod          |
| Rachid Benassem                                | Medi Sadoun          | Eduard Itchart       |
| Isabelle Verneuil-Benassem                     | Frédérique Bel       | Berta Cortés         |
| Chao Ling                                      | Frédéric Chau        | Marcel Navarro       |
| Ségolène Verneuil-Ling                         | Émilie Caen          | Esther Solans        |
| Charles Koffi                                  | Noom Diawara         | José Luis Mediavilla |
| Laure Verneuil-Koffi                           | Élodie Fontan        | Glòria Cano          |
| André Koffi                                    | Pascal Nzonzi        | Alfonso Vallés       |
| Viviane Koffi                                  | Tatiana Rojo         | Roser Vilches        |
| Madeleine Koffi                                | Salimata Kamate      | Fina Rius            |
| Isaac Benichou, pare d'en David                | Daniel Russo         | Joan Carles Gustems  |
| Sarah Benichou, mare d'en David                | Nanou Garcia         | Teresa Manresa       |
| Mohamed Benassem, pare d'en Rachid             | Abbes Zahmani        | Domènec Farell       |
| Moktaria Benassem, mare d'en Rachid            | Farida Ouchani       | Lourdes López        |
| Dong Ling, pare d'en Chao                      | Bing Yin             | Albert Mieza         |
| Xhu Ling, mare d'en Chao                       | Li Heling            |                      |
| Sacerdot                                       | Loïc Legendre        |                      |
| Helmut                                         | Jochen Hägele        | Carles di Blasi      |
| Guylaine Monfau, directora de teatre de Saumur | Marie-Hélène Lentini |                      |
| Erwan                                          | Arnaud Henriet       |                      |
| Tinent coronel Jean-Raymond Girard             | Jean-Luc Porraz      | Antoni Forteza       |
| Perruquera                                     | Améie Prevot         | Marta Covas          |
| DJ                                             | Philippe Welke       | Toni Astigarraga     |